# Ermita Virgen de la Esperanza y Convento de Jerónimos (Segorbe)
La ermita de la Virgen de la Esperanza de Segorbe,  es  una ermita catalogada como Bien de Relevancia Local, con número de identificación 12.07.104-015, ubicada a unos dos quilómetros de Segorbe, en la comarca del Alto Palancia, de la provincia de Castellón, España, junto a  los restos del monasterios de jerónimos al cual complementaba, y del que actualmente no quedan más que unos pocos restos;  según consta en la Dirección General de Patrimonio Artístico de la Generalidad Valenciana.

## Historia
Hay autores que consideran en este mismo lugar donde actualmente se erige la ermita de la Virgen de la Esperanza,  había desde tiempos remotos un santuario a alguna divinidad, y los hay que consideran que la devoción a esta advocación mariana existe desde el siglo VII; pero nada de esto puede probarse documentalmente, ya que la información fiable de que se dispone sólo hace referencia a que  poco después de la Reconquista en el lugar existía algún edificio de carácter religioso  y que a finales del siglo  XIV se construyó una pequeña ermita que en un primer momento estuvo dedicada tanto a la Esperanza como a  santa Bárbara.
Más tarde, a finales del siglo XV, en concreto en 1495 el infante Enrique de Aragón, primo de Fernando el Católico, fundó en ese mismo lugar un monasterio de la Orden de San Jerónimo, los cuales no llegaron al monasterio hasta 1573, que acabó siendo abandonado durante la desamortización de Mendizábal  y muy dañado como consecuencia de las guerras carlistas (ya que dada la situación estratégica del monasterio se utilizó en parte como castillejo),  quedando actualmente sólo unas pocas ruinas. Pese a todo, es durante la existencia del monasterio cuando la ermita tiene más relevancia en la zona. Se tiene documentación sobre su estado ruinoso en 1582 y la necesidad de su restauración, que se llevó a partir de 1583 por parte del Obispo Canubio. Nuevamente necesitó restauración  en el siglo XIX, para tener que llevarse a cabo en 1906 una rehabilitación completa de la misma, obra que se financió gracias a la ayuda económica proporcionada por uno de los  canónigos de la Catedral Basílica de Segorbe en aquel momento, Lamberto Perpiñán. Es en esta  intervención en la que se da al edificio el aspecto actual, aunque también se han realizado posteriormente otras intervenciones.

## Descripción
El edificio es de fábrica mampostería, ladrillo y revoque, con cubierta  a dos aguas  y muros laterales que presentan el refuerzo de fuertes contrafuertes exteriores, que interiormente se corresponden con las cuatro crujías en que se divide la nave. De planta de una sola nave de forma rectangular de unas medidas aproximadas de 24 metros de largo por 12 metros de ancho. La cubiertas interiores se hacen en bóveda de cañón que se sujeta sobre arcos de medio punto que descansan sobre pilastras. En el altar una hornacina con la imagen de la  Virgen, que aparece  coronada sobre gloria de ángeles y con un cetro en su mano izquierda.
La fachada, que se sitúa a los pies de la planta, sigue la línea del tejado, y presenta dos grandes pilastras que la enmarcan. La puerta, presenta un marco de sillares en forma de arco de medio punto. Sobre la puerta un óculo circular con vidriera en la que se dibuja una cruz, da iluminación al espacio interior.
Por su parte la espadaña con una única campana se sitúa en el hastial trasero.  
La ermita se sitúa en un Paraje Natural Municipal, conocido como, La Esperanza de Segorbe. Este paraje lo componen, por un lado el conocido como Manantial de gua  de la Esperanza, que es el que proporciona abastecimiento a la ciudad de Segorbe; la Ermita de la Virgen de la Esperanza; los restos del Convento de los Jerónimos y el aula de la naturaleza.